# ZNET Telekom

A ZNET Telekom Zrt. egy 100%-ban magyar tulajdonú távközlési szolgáltató. A cég jelenleg Magyarország egyik legnagyobb alternatív távközlési szolgáltatója. A cég lakossági és üzleti ügyfelek számára nyújt széleskörű és komplex távközlési megoldásokat. 
 A ZNET a lakosság részére internet, TV és telefonszolgáltatást kínál, melyeket a szolgáltatási területtől függően mikrohullámú, optikai vagy kábeltévé-hálózaton biztosítja. Az üzleti ügyfeleknek széles szolgáltatáskínálattal segítenek a fejlődésben. A vállalkozások számára szimmetrikus és aszimmetrikus internetszolgáltatást, bérelt és backup vonalat, WiFi rendszerek kiépítését, telefon és IP alközponti szolgáltatást (VOIP), IP kamerarendszer-szolgáltatást, valamint hosting megoldásokat nyújtanak.

## Cégtörténet
A ZNET 2001-ben garázscégként indult, de a gyorsan változó környezetben is sikerült elérnie, hogy a lakossági és üzleti telekommunikáció meghatározó piaci szereplőjévé, mára pedig az ország legnagyobb alternatív vezeték nélküli szolgáltatójává váljon. A cég az ország 11 megyéjében érhető el, és mintegy 26.000 lakossági és üzleti ügyfélnek nyújt megbízható távközlési szolgáltatást.

### Cégvezetők
Zuber Gyula – tulajdonos

### Mérföldkövek
2001. – A cég jogelődjének megalapítása
2015. – A ZNET Telekom Zrt. alapításának dátuma
2022. – Fonyódi optikai hálózat átadása
2023. – Debreceni optikai hálózat átadása

## A cég filozófiája
A ZNET Telekom Zrt, filozófiája, hogy jó szolgáltatást csak minőségi eszközökkel lehet nyújtani. Nagy erőket fordítanak arra, hogy megtalálják az adott feladatokhoz a legalkalmasabb eszközöket, mindemellett saját fejlesztésekkel is javítják a hálózat minőségét. A fejlesztéseknek köszönhető, hogy a ZNET bázisállomások magasabb rendelkezésre állással és sokkal stabilabban tudnak működni.
A teljes szolgáltatási területen 3 féle technológiával:
- mikrohullámú,
- optikai és
- kábel-tv hálózaton szolgáltat.

## Szolgáltatások
Mára a ZNET Telekom hálózati lefedettsége 11 megyére terjed ki, de társzolgáltatóink révén az ország bármely részén képesek vagyunk komplex távközlési szolgáltatásokat biztosítani.
A vállalat megbízható:
- internet,
- televízió,
- telefon,
- állandó és ideiglenes WiFi hálózatok,
- virtuális telefon alközpont,
- kamerarendszer és
- webtárhely megoldásokat nyújt akár egyedi igényekre szabva is.

Az innovatív technológiák alkalmazásának elkötelezettjeként hitvallásuk, hogy folyamatos fejlesztésekkel hozzájárulhasson előfizetői versenyképességének növeléséhez.

## Társadalmi felelősségvállalás

### Környezetvédelem
A cégnél nemcsak a minőségi szolgáltatás biztosítása, de a fenntartható fejlődés is nagy szerepet kap.
A környezettudatosság a mindennapok részét képezi, és ez a technológiai fejlesztésekben is megmutatkozik. A bázisállomásokon a megújuló energiaforrások használata, az antennák élettartamának maximalizálása és lehető legenergiahatékonyabb működés kiemelt cél. A cég ökológiai lábnyomának csökkentése miatt az autóflottában folyamatosan növelik az elektromos járművek számát, törekednek a papírmentes iroda megvalósítására és a munkatársakat is környezettudatosságra ösztönzik.

### Oktatás
Az utánpótlás-nevelés kiemelt cél a ZNET Telekomnál, ezért a ZNET Telekom évek óta részt vesz a Nagykanizsai Szakképző Centrum duális képzésében is, így azzal aktívan támogatják a diákok szakmai fejlődését. Hisznek benne, hogy a jó szakemberek képzéséhez a cégnek is hozzá kell járulnia, hiszen „ha le szeretnénk aratni az almafa gyümölcsét, ahhoz először fát kell ültetnünk”. (Zuber Gyula, a ZNET Telekom tulajdonosa)